# Zeyve Höyük
Zeyve Höyük is een archeologische vindplaats in Turkije.
De heuvel ligt bij Porsuk in het district Ulukışla in zuidelijk Cappadocië aan de voet van de Taurus, niet ver van de Cilicische Poorten. De stad lag aan een belangrijke weg die over de Taurus voerde, een gebergte dat rijk was aan lood- en zilvererts. Even ten zuiden van de plek is de Medetsiz, met zijn 3524 m de hoogste top van de Bolkar Dağları. De ruïneheuvel ligt aan het riviertje Darboğaz çayı.

## Geschiedenis van de opgraving
Er zijn sinds 1969 door een Franse ploeg opgravingen gedaan, nu onder leiding van D. Beyer van de universiteit van Straatsburg. De Hettitische naam was waarschijnlijk Tunna. In Assyrische bronnen is sprake van een land Atuna, ook Tun(n)a en een berg Tuni die als zilverberg bekendstond.
Ramsay was de eerste die in 1891 en 1902 belangstelling toonde voor de heuvel en Forrer onderzocht de plek in 1926 en vermoedde dat er Hettitische resten verborgen lagen en dat het overeen zou komen met het Tunna/Dunna dat genoemd wordt in Assyrische (en Hettitische) bronnen. In 1960 vond de chauffeur van een bulldozer bij toeval een stuk steen met een Luwische incriptie. Deze vermeldt een generaal Parahwaras, onderdaan van een koning Masaurhisas die waarschijnlijk een vazal van de koning van Tuwanuwa was (Tyana in klassieke bronnen). Opgravingen werden er onder leiding van Olivier Pelon ter hand genomen en Beyer nam van hem in 2003 de leiding over.

## Geschiedenis van de stad
Er werd waarschijnlijk rond 1650 v.Chr. door de Hettieten hier een stad gebouwd om beter grip te krijgen op de rijke ertslagen (vooral lood en zilver, ook enig goud) van de bergen erbij. De laag Porsuk VI kwam gewelddadig ten einde en dit zou goed samen kunnen vallen met de expedities van Hattusili I naar het 'Benedenland'. In de vorgende fase Porsuk Vb wordt de stad herbouwd, waarschijnlijk aan het begin van de 16e eeuw v.Chr. volgens resultaten van de dendrochronolgie en de C-14-datering. Er liggen niet minder dan 8 tot 9 meter dikke lagen vanaf deze tijd tot en met de Romeinse tijd en in het centrale deel van de heuvel heeft men de vroegere lagen nog nauwelijks bereikt. Toch is wel duidelijk dat Prosuk V ook gewelddadig ten einde kwam met een brand, maar de datering lijkt eerder 1300 dan 1200 v.Chr. te zijn, dus niet de tijd van de brandcatastrofe. Vanaf deze tijd tot de tijd van de neo-Hettitische vorstendommen lijkt er een hiaat te zijn dat enige eeuwen in beslag nam. Mogelijk was de plek lang onbewoond.

## Strata
| Stratum    | Tijdperk                                  | Datum                            |
| ---------- | ----------------------------------------- | -------------------------------- |
| Porsuk I   | Romeins                                   | 1e eeuw v.Chr. - 3e eeuw ná      |
| Porsuk II  | Hellenistisch                             | 3e - 2e eeuw v.Chr.              |
| Porsuk III | Midden tot Late IJzertijd, neo-Hettitisch | 8e-7e eeuw                       |
| Porsuk IV  | Vroege IJzertijd                          | 10e - 9e eeuw                    |
| Porsuk V   | Hettitisch Rijk, Laat Brons               | 14e eeuw - 1200 v.Chr.           |
| Porsuk VI  | Oud-Hettitisch, Midden Brons              | vanaf stichting rond 1600 v.Chr. |